# Henri Rey (psychanalyste)
Pour les articles homonymes, voir Rey et Henri Rey.
Ne doit pas être confondu avec Henri Ey.
Joseph Henri Rey, né à Curepipe, Île Maurice le 23 avril 1912 et mort à Saint-Martin-de-Ré le 12 janvier 2000, est un psychanalyste mauricien, ancien sujet de l'Empire britannique.

## Biographie
Joseph Henri Rey naît à Curepipe sur l'Île Maurice en 1912,. 
À partir de 1945, il se tourne vers la psychanalyse, et rejoint notamment les théories de Melanie Klein et Herbert Rosenfeld sur les patients psychotiques et borderline,,.  
Il fera une analyse avec Herbert Rosenberg et une supervision avec Joan Riviere. 
Il travaille à l'hôpital Maudsley durant 32 ans,. En 1977, il se retire à la retraite sur l'Île de Ré où il meurt le 12 janvier 2000,.

## Concepts originaux
À partir de son expérience au contact des patients borderline, il élabore le concept d’un espace psychique, sur le modèle de la poche du kangourou, où la personne se réfugie jusqu’à ce qu’elle trouve un espace personnel distinct de celui de la mère. 
John Steiner reprend ce concept et y fait référence dans son livre Retraits psychiques. Organisation pathologiques chez les patients psychotiques, névrosés et borderline. Selon lui,  le retrait psychique peut  être considéré comme une régression schizoïde au sens donné par Fairbairn, le patient borderline cherchant  à fuir le contact avec lui-même et avec ses objets. Steiner se réfère ici aux théories d' Henri Rey, à qui il rend hommage, car Rey a théorisé l'idée d'un espace "marsupial", sorte de continuum avec l'état avant la naissance. La « personnalité charnière » décrite par Henri Rey aurait le sentiment d'en avoir été chassé trop tôt et chercherait à le retrouver, notamment dans la situation psychanalytique. C'est là que s'éclaire l'origine du retrait sur lequel vient se greffer la dialectique « claustro-agoraphobique » : le retrait est un lieu sûr lorsque le patient est au-dehors du refuge, mais menaçant lorsqu'il est dedans parce qu'enfermant et persécutoire.
Henri Rey est un des premiers analystes à avoir décrit les angoisses et les pensées des patients borderline, et a développé quelques-unes des idées les plus originales et créatives trouvées à l'interface entre la psychanalyse, la psychiatrie et d'autres disciplines. Marie Rhode recense l'ouvrage majeur d'Henri Rey, saluant le développement de ses concepts à la suite des articles qu'il a déjà produits, et où elle voit l'aboutissement de sa pensée sur les patients borderline de même que sur la prise en charge des personnes autistes.
Ses théories sont également prises en compte dans le champ de la clinique des personnes sans domicile fixe.

## Publications

### Articles
- Liberté et processus de pensée psychotique, La Vie Médicale au Canada Français, n° 4, pp. 1046-1060, 1975.
- Féminité, sexualité et espace intérieur, inédit, 1976 ?
- Schizoid phenomena in the borderline, collectif avec Patient, Le Boit J. and Capponi A., Advances in the Psychotherapy of the Borderline, éd. Jason Aronson, New York, 1978.
- The schizoid mode of being and the space-time continuum (Beyond metaphor), Journal of the Melanie Klein Society, n° 4, pp.12-52, 1986.
- Psycholinguistics, object relations and the therapeutic process, Journal of the Melanie Klein Society, n° 4, pp. 5-35, 1986.
- Reparation, Journal of the Melanie Klein Society, n° 4, pp. 5-35, 1986.
- That which Patients Bring to Analysis, International Journal of Psychoanalysis n° 69, pp.457-470, 1988.

### Ouvrages
- Universaux de psychanalyse dans le traitement des états psychotiques et borderline (facteurs spatio-temporels et linguistiques), éd. Hublot, Préf. Alain Braconnier, trad d'Élisabeth Baranger, 2000  (ISBN 2912186129)
- ((en)Universals of Psychoanalysis in the Treatment of Psychotic and Borderline States. Factors of Space-time and Language, Free Association Books, 1994.